# Меморіальний парк Джошуа
Меморіальний парк і морг Джошуа (англ. Joshua Memorial Park and Mortuary) — кладовище та морг у Ланкастері, Каліфорнія. Місце поховань видатних місцевих діячів з Долини Антилоп. Кладовище було засноване у 1984 році.

## Визначні особи
- Реймонд Гаттон (1887—1971) — актор
- Джордж Гуммель (1887—1965) — бізнесмен[2]
- Джон Б. МакКей (1922—1975) — космонавт
- Брюс Пітерсон (1933—2006) — пілот-випробувач, прототип героя фільму «Людина за шість мільйонів доларів»
- Джон Саундерс (1938—2009) — актор
- Мілтон Орвілл Томпсон (1926—1993) — пілот-випробувач
- Джозеф А. Вокер (1921—1966) — пілот-випробувач і космонавт
- Кларенс Вайт (1944—1973) — блюграс-музикант